# Heterotristicha
Heterotristicha là một chi thực vật có hoa trong họ Podostemaceae.

## Loài
Chi Heterotristicha gồm các loài: